# Первомайский (Чарышский район)
Первомайский — посёлок в Чарышском районе Алтайского края. До 4 марта 2022 года входило в состав сельского поселения Маякский сельсовет.

## География
Расположен на реке Малая Верзиловка, в 2 км юго-востоку от центра поселения села Маяк.

## Население
| 1997 | 1998 | 1999 | 2000 | 2001 | 2002 |
| ---- | ---- | ---- | ---- | ---- | ---- |
| 193  | ↘191 | ↘184 | ↗186 | ↘180 | ↘168 |
| 2003 | 2004 | 2005 | 2006 | 2007 | 2008 |
| ↗171 | ↘156 | ↘129 | ↗130 | ↘126 | ↗129 |
| 2009 | 2010 | 2011 | 2012 | 2013 |      |
| ↗132 | ↘119 | ↘118 | ↗119 | ↘116 |      |

Национальный состав
Согласно результатам переписи 2002 года, в национальной структуре населения русские составляли 99 %.